# ボー・ホプキンス
ボー・ホプキンス（Bo Hopkins,  1938年2月2日 - 2022年5月28日）は、アメリカ合衆国の俳優である。

## 来歴
1938年、サウスカロライナ州、グリーンビルに生まれる。父親は9歳のときに他界しており、母親と祖母に育てられた。16歳のころに学校を退学し、アメリカ軍へ従軍し、アメリカ国内や韓国へも滞在した。
軍を退役後は役者を目指して、奨学金を得て演技を学んだり、舞台に立ったりして修行を積み、ニューヨークへ渡った後にロサンゼルスへ移り住み、アクターズ・スタジオでさらに演劇を学んだ。1966年にテレビドラマ『The Pruitts of Southampton』でプロデビュー。そして1968年にレスリー・ニールセンらが出演の犯罪映画『Dayton's Devils』で映画デビューを飾った。70年代に入ってからは本格的に役者活動を続け、様々な作品に出演して俳優としての地位を確実なものにしている。

## 出演作品

### 映画
- Dayton's Devils (1968)
- 空爆特攻隊 The Thousand Plane Raid (1969)
- ワイルドバンチ The Wild Bunch (1969)
- レマゲン鉄橋 The Bridge at Remagen (1969)
- 暗黒街の特使 The Moonshine War (1970)
- 西部番外地 Macho Callahan (1970)
- モンテ・ウォルシュ Monte Walsh (1970)
- 男の出発 The Culpepper Cattle Co. (1972)
- The Only Way Home (1972)
- ゲッタウェイ The Getaway (1972)
- キャット・ダンシング The Man Who Loved Cat Dancing (1973)
- アメリカン・グラフィティ American Graffiti (1973)
- 白熱 White Lightning (1973)
- 秘密組織・非情の掟 The Nickel Ride (1974)
- FBI対ギャング・カンザスシチーの大虐殺 The Kansas City Massacre (1975) ※テレビ映画
- Judgment: The Court Martial of Lieutenant William Calley (1975) ※テレビ映画
- The Runaway Barge (1975) ※テレビ映画
- イナゴの日 The Day of the Locust (1975)
- 明日なき追撃 Posse (1975)
- The Kansas City Massacre (1975) ※テレビ映画
- キラー・エリート The Killer Elite (1975)
- A Small Town in Texas (1976)
- The Invasion of Johnson County (1976) ※テレビ映画
- 大都会の青春 Dawn: Portrait of a Teenage Runaway (1976)
- テンタクルズ Tentacoli (1977)
- ミッドナイト・エクスプレス Midnight Express (1978)
- The Fifth Floor (1978)
- アメリカン・グラフィティ2 More American Graffiti (1979)
- The Last Ride of the Dalton Gang (1979) ※テレビ映画
- オレゴンの黒い日 The Plutonium Incident (1980) ※テレビ映画
- カジノ Casino (1980) ※テレビ映画
- Sweet 16 (1983)
- ゴースト・ダンシング Ghost Dancing (1983)
- ミュータント/人類改造計画 Night Shadows (1984)
- What Comes Around (1985)
- ダウン・ザ・ロング・ヒルズ/遥かなる荒野 Louis L'Amour's Down the Long Hills (1986)
- Houston: The Legend of Texas (1986)
- A Smoky Mountain Christmas (1986) ※テレビ映画
- 真昼の決闘'88/殺戮汚染都市 Nightmare at Noon (1988)
- マッドストーカー President's Target (1989)
- Trapper County War (1989)
- ファイナル・リベンジ/復讐へのカウントダウン The Final Alliance (1990)
- バウンティ・ハンター The Bounty Hunter (1990)
- 魔教の町/マーク・オブ・ザ・ビースト Fertilize the Blaspheming Bombshell (1990)
- 標的の罠 Center of the Web (1992)
- The Legend of Wolf Mountain (1992)
- Inside Monkey Zetterland (1992)
- Wyatt Earp: Return to Tombstone (1994)
- Cheyenne Warrior (1994) ※テレビ映画
- 笑撃生放送! ラジオ殺人事件 Radioland Murders (1994)
- パワーゲーム The Feminine Touch (1995) ※ビデオ作品
- Texas Payback (1995)
- オプ・センター OP Center (1995)
- Riders in the Storm (1995)
- スリラー Fever Lake (1996) ※ビデオ作品
- Uターン U Turn (1997)
- Painted Hero (1997)
- Lunker Lake  (1997)
- ファントム Phantoms (1998)
- ニュートン・ボーイズ The Newton Boys (1998)
- Getting to Know You (1999)
- フロム・ダスク・ティル・ドーン2 From Dusk Till Dawn 2: Texas Blood Money (1999) ※ビデオ作品
- ワイルド ガン South of Heaven, West of Hell (2000)
- Big Brother Trouble (2000)
- Vice (2000)
- A Crack in the Floor (2001)
- Cowboy Up (2001)
- Choosing Matthias (2001)
- Don't Let Go (2002)
- シティ・オブ・ゴースト City of Ghosts (2002)
- シェイド Shade (2004)
- オープン・ウィンドウ Open Window (2006)
- A Little Christmas Business (2013)
- ヒルビリー・エレジー 郷愁の哀歌 Hillbilly Elegy (2020)

### テレビドラマ
- The Pruitts of Southampton (1966)
- バージニアン The Virginian (1967)
- ガンスモーク Gunsmoke (1967)
- 0088/ワイルド・ウエスト The Wild Wild West (1967)
- 弁護士ジャッド Judd for the Defense (1968)
- ラット・パトロール The Rat Patrol (1968)
- ガンマン無情 The Guns of Will Sonnett (1968)
- ボナンザ Bonanza (1969)
- モッズ特捜隊 The Mod Squad (1969, 1970)
- 鬼警部アイアンサイド Ironside (1972)
- ドク・エリオット Doc Elliot (1973)
- ハワイ5-0 Hawaii Five-O (1973)
- ルーキーズ The Rookies (1974)
- 名探偵ジョーンズ Barnaby Jones (1975)
- チャーリーズ・エンジェル Charlie's Angels (1976, 1979)
- Having Babies (1978)
- ロックフォードの事件メモ The Rockford Files (1978, 1979)
- ダイナスティ Dynasty (1981 - 1987)
- ファンタジー・アイランド Fantasy Island (1982)
- 特攻野郎Aチーム The A-Team (1984)
- ザ・ヒッチハイカー The Hitchhiker (1985)
- スケアクロウとキング夫人 Scarecrow and Mrs. King (1985)
- ジェシカおばさんの事件簿 Murder, She Wrote (1985, 1992)
- 俺たち賞金稼ぎ!!フォール・ガイ The Fall Guy (1986)
- 私立探偵ハリー Crazy Like a Fox (1986)
- 私立探偵マイク・ハマー Mike Hammer (1987)
- マトロック Matlock (1991)

### テレビアニメ
- アングリー・ビーバーズ The Angry Beavers (2000)

### ビデオゲーム
- Nuclear Strike (1997)